# Labels or Love
"Labels or Love" é o segundo single da cantora pop/R&B Fergie no relançamento de seu álbum The Dutchess. A canção também está na Trilha-sonora do filme Sex and the City. Foi lançada no Brasil após tocar no Hit Parade Brasil, da rádio Jovem Pan FM. É oficialmente o último single de The Dutchess.

## Desempenho nas paradas
"Labels or Love" entrou na posição #86 da UK Singles Chart, a parada musical oficial do Reino Unido, na semana que termina em 7 de Junho de 2008, apenas com os downloads digitais, que rapidamente crescem no iTunes do país.

### Posições
| Top (2008)                         | Melhor posição |
| ---------------------------------- | -------------- |
| Austrália - Parada de Singles ARIA | 15             |
| Áustria                            | 53             |
| Canadá - Hot 100 Singles           | 28             |
| Irlanda - Top 50 Singles           | 28             |
| Reino Unido - UK Singles Chart     | 56             |
| Suíça                              | 69             |